# Cyclidia
Cyclidia is een geslacht van vlinders van de familie eenstaartjes (Drepanidae), uit de onderfamilie Cyclidiinae.

## Soorten
- C. dictyaria (Swinhoe, 1899)
- C. fabiolaria (Oberthür, 1884)
- C. fractifascia (Leech, 1898)
- C. fuscifusa Seitz, 1934
- C. javana (Aurivillius, 1894)
- C. orciferaria Walker, 1860
- C. pitmani (Moore, 1886)
- C. rectificata (Walker, 1862)
- C. sericea Warren, 1922
- C. substigmaria (Hübner, 1825)
- C. tetraspota Chu & Wang, 1987